# Hi Quận vương
Đa La Hi Quận vương (chữ Hán: 多羅僖郡王), là một tước vị thế tập của triều đại nhà Thanh trong lịch sử Trung Quốc.
Tước vị này bắt đầu từ Kinh Hi - chắt của Nỗ Nhĩ Cáp Xích, con trai thứ 17 của An Quận vương Nhạc Lạc.
Năm Khang Hi thứ 21 (1682), Kinh Hi được phong Quận vương, phong hào Hi, không được thế tập võng thế, mỗi thế hệ tập phong sẽ bị giáng một cấp.

## Hi Quận vương
- 1682 — 1717: Phụng ân Trấn quốc công Kinh Hi (經希), con trai thứ 17 của Nhạc Lạc, sơ phong Quận vương, năm 1690 hàng Phụng ân Trấn quốc công.

## Phả hệ Hi Quận vương
| Phụng ân Trấn quốc công Kinh Hi 1663 - 1682 - 1717 |  |  |  |  |  |  |  |  |  |  |  |  |  |  |  |  |  |
|                                                    |  |  |  |  |  |  |  |  |  |  |  |  |  |  |  |  |  |
| Long Điều 1705 - 1763 Tuyệt tự                     |  |  |  |  |  |  |  |  |  |  |  |  |  |  |  |  |  |